# Eliminatoria al Campeonato sub-19 de la AFC 2016
La Eliminatoria al Campeonato sub-19 de la AFC 2016 fue la fase de clasificación que tuvieron que disputar las selecciones juveniles de Asia para clasificar a la fase final de la eliminatoria mundialista a celebrarse en Baréin, la cual otorga 4 plazas para la Copa Mundial de Fútbol Sub-20 de 2017.
Participaron 43 selecciones juveniles, las cuales fueron divididas en 10 grupos eliminatorios, donde el vencedor de cada grupo más los mejores 5 segundos lugares clasifican a la fase final junto al anfitrión Baréin.

## Fase de grupos
Los partidos se jugaron del 28 de septiembre al 6 de octubre.

### Grupo A
Los partidos se jugaron en Bangladés.
| País       | J                  | G                  | E                  | P                  | GF                 | GC                 | GD                 | Pts                |
| ---------- | ------------------ | ------------------ | ------------------ | ------------------ | ------------------ | ------------------ | ------------------ | ------------------ |
| Uzbekistán | 3                  | 3                  | 0                  | 0                  | 14                 | 0                  | +14                | 9                  |
| Bangladés  | 3                  | 1                  | 1                  | 1                  | 3                  | 5                  | -2                 | 4                  |
| Sri Lanka  | 3                  | 1                  | 0                  | 2                  | 2                  | 5                  | -3                 | 3                  |
| Bután      | 3                  | 0                  | 1                  | 2                  | 1                  | 10                 | -9                 | 1                  |
| Pakistán   | Abandonó el torneo | Abandonó el torneo | Abandonó el torneo | Abandonó el torneo | Abandonó el torneo | Abandonó el torneo | Abandonó el torneo | Abandonó el torneo |

| 2 de octubre de 2015 | Uzbekistán | 7–0     | Bután | Bangabandhu National Stadium, Dhaka                     |                                                         |
|                      | Gofurov 42' · Mukhitdinov 45' (pen.) · Kodirkulov 55' · Abdixolikov 70' 80' · Davlatjonov 88' · Tukhtasinov 90+3' | Reporte |       | Asistencia: 300 espectadores Árbitro(s): Marai Al-Awaji | Asistencia: 300 espectadores Árbitro(s): Marai Al-Awaji |

| 2 de octubre de 2015 | Bangladés                     | 2–0     | Sri Lanka | Bangabandhu National Stadium, Dhaka                           |                                                               |
|                      | Mannaf 67' · Masuk 83' (pen.) | Reporte |           | Asistencia: 1,500 espectadores Árbitro(s): Abdullah Al Hilali | Asistencia: 1,500 espectadores Árbitro(s): Abdullah Al Hilali |

| 4 de octubre de 2015 | Sri Lanka | 0–3     | Uzbekistán                                      | Bangabandhu National Stadium, Dhaka                     |                                                         |
|                      |           | Reporte | Tukhtasinov 7' · Ibragimov 21' · Kodirkulov 30' | Asistencia: 100 espectadores Árbitro(s): Marai Al-Awaji | Asistencia: 100 espectadores Árbitro(s): Marai Al-Awaji |

| 4 de octubre de 2015 | Bután     | 1–1     | Bangladés | Bangabandhu National Stadium, Dhaka                        |                                                            |
|                      | Tobgay 6' | Reporte | Masuk 77' | Asistencia: 2,200 espectadores Árbitro(s): Timur Faizullin | Asistencia: 2,200 espectadores Árbitro(s): Timur Faizullin |

| 6 de octubre de 2015 | Sri Lanka     | 2–0     | Bután | Bangabandhu National Stadium, Dhaka                      |                                                          |
|                      | Akram 13' 85' | Reporte |       | Asistencia: 100 espectadores Árbitro(s): Timur Faizullin | Asistencia: 100 espectadores Árbitro(s): Timur Faizullin |

| 6 de octubre de 2015 | Uzbekistán                                           | 4–0     | Bangladés | Bangabandhu National Stadium, Dhaka                           |                                                               |
|                      | Ibragimov 2' 62' · Abdixolikov 79' · Nurulloev 90+2' | Reporte |           | Asistencia: 1,300 espectadores Árbitro(s): Abdullah Al Hilali | Asistencia: 1,300 espectadores Árbitro(s): Abdullah Al Hilali |

### Grupo B
Los partidos se jugaron en Arabia Saudita.
| País           | J | G | E | P | GF | GC | GD  | Pts |
| -------------- | - | - | - | - | -- | -- | --- | --- |
| Arabia Saudita | 3 | 3 | 0 | 0 | 11 | 1  | +10 | 9   |
| Yemen          | 3 | 2 | 0 | 1 | 2  | 2  | 0   | 6   |
| Turkmenistán   | 3 | 1 | 0 | 2 | 4  | 7  | -3  | 3   |
| Siria          | 3 | 0 | 0 | 3 | 2  | 9  | -7  | 0   |

| 2 de octubre de 2015 | Yemen     | 1–0     | Siria | Prince Abdullah bin Jalawi Stadium, Al-Hasa           |                                                       |
|                      | Ahmed 77' | Reporte |       | Asistencia: 200 espectadores Árbitro(s): Ahmed Al-Kaf | Asistencia: 200 espectadores Árbitro(s): Ahmed Al-Kaf |

| 2 de octubre de 2015 | Arabia Saudita                                                      | 5–0     | Turkmenistán | Prince Abdullah bin Jalawi Stadium, Al-Hasa                 |                                                             |
|                      | Al-Najjar 15' · Al-Khulaif 63' · Al-Kahtani 70' · Al-Yami 82' 90+3' | Reporte |              | Asistencia: 100 espectadores Árbitro(s): Mohamed Al Zarouni | Asistencia: 100 espectadores Árbitro(s): Mohamed Al Zarouni |

| 4 de octubre de 2015 | Turkmenistán | 0–1     | Yemen           | Prince Abdullah bin Jalawi Stadium, Al-Hasa           |                                                       |
|                      |              | Reporte | Al-Huthaifi 88' | Asistencia: 150 espectadores Árbitro(s): Ahmed Al-Kaf | Asistencia: 150 espectadores Árbitro(s): Ahmed Al-Kaf |

| 4 de octubre de 2015 | Siria     | 1–4     | Arabia Saudita                                                            | Prince Abdullah bin Jalawi Stadium, Al-Hasa                         |                                                                     |
|                      | Arafa 88' | Reporte | Al-Harbi 16' · Al-Khulaif 37' · Al-Yami 41' (pen.) · Al-Bassas 86' (pen.) | Asistencia: 200 espectadores Árbitro(s): Mohanad Qasim Eesee Sarray | Asistencia: 200 espectadores Árbitro(s): Mohanad Qasim Eesee Sarray |

| 6 de octubre de 2015 | Turkmenistán                                      | 4–1     | Siria           | Prince Abdullah bin Jalawi Stadium, Al-Hasa                        |                                                                    |
|                      | Titov 20' 26' · Gurbangulyyev 75' · Akmamedov 80' | Reporte | Dali 74' (pen.) | Asistencia: 80 espectadores Árbitro(s): Mohanad Qasim Eesee Sarray | Asistencia: 80 espectadores Árbitro(s): Mohanad Qasim Eesee Sarray |

| 6 de octubre de 2015 | Yemen | 0–2     | Arabia Saudita            | Prince Abdullah bin Jalawi Stadium, Al-Hasa                   |                                                               |
|                      |       | Reporte | Al-Naji 61' · Al-Yami 74' | Asistencia: 1,000 espectadores Árbitro(s): Mohamed Al Zarouni | Asistencia: 1,000 espectadores Árbitro(s): Mohamed Al Zarouni |

### Grupo C
Los partidos se jugaron en Palestina.
| País       | J | G | E | P | GF | GC | GD  | Pts |
| ---------- | - | - | - | - | -- | -- | --- | --- |
| UAE        | 3 | 3 | 0 | 0 | 15 | 0  | +15 | 9   |
| Palestina  | 3 | 2 | 0 | 1 | 3  | 5  | -2  | 6   |
| Afganistán | 3 | 1 | 0 | 2 | 2  | 5  | -3  | 3   |
| India      | 3 | 0 | 0 | 3 | 0  | 10 | -10 | 0   |

| 2 de octubre de 2015 | UAE                              | 3–0     | Afganistán | Faisal Al-Husseini International Stadium, Al-Ram     |                                                      |
|                      | Al-Noobi 7' · Al-Mehairi 20' 25' | Reporte |            | Asistencia: 500 espectadores Árbitro(s): Aziz Asimov | Asistencia: 500 espectadores Árbitro(s): Aziz Asimov |

| 2 de octubre de 2015 | Palestina  | 1–0     | India | Faisal Al-Husseini International Stadium, Al-Ram             |                                                              |
|                      | Yousef 16' | Reporte |       | Asistencia: 2,500 espectadores Árbitro(s): Yousef Al-Marzouq | Asistencia: 2,500 espectadores Árbitro(s): Yousef Al-Marzouq |

| 4 de octubre de 2015 | India | 0–7     | UAE                                                                                                   | Faisal Al-Husseini International Stadium, Al-Ram         |                                                          |
|                      |       | Reporte | Yaqoob 14' (pen.) · Al-Mehairi 34' 45+1' 88' · Rashid 45+2' (pen.) · Al-Noobi 54' (pen.) · Rahsid 84' | Asistencia: 100 espectadores Árbitro(s): Khamis Al-Marri | Asistencia: 100 espectadores Árbitro(s): Khamis Al-Marri |

| 4 de octubre de 2015 | Afganistán | 0–2     | Palestina               | Faisal Al-Husseini International Stadium, Al-Ram |                             |
|                      |            | Reporte | Obaid 50' · Shobaki 90' | Árbitro(s): Adham Makhadmeh                      | Árbitro(s): Adham Makhadmeh |

| 6 de octubre de 2015 | UAE                                                                                | 5–0     | Palestina | Arab American University Stadium, Yenín                    |                                                            |
|                      | Al-Mehairi 3' · Al-Matroushi 28' · Farawi 35' (a.g.) · Yaqoob 90' · Al-Jnebi 90+1' | Reporte |           | Asistencia: 500 espectadores Árbitro(s): Yousef Al-Marzouq | Asistencia: 500 espectadores Árbitro(s): Yousef Al-Marzouq |

| 6 de octubre de 2015 | India | 0–2     | Afganistán                      | Faisal Al-Husseini International Stadium, Al-Ram        |                                                         |
|                      |       | Reporte | Kuruniyan 43' (a.g.) · Yari 79' | Asistencia: 25 espectadores Árbitro(s): Adham Makhadmeh | Asistencia: 25 espectadores Árbitro(s): Adham Makhadmeh |

### Grupo D
Los partidos se jugaron en Catar.
| País       | J | G | E | P | GF | GC | GD  | Pts |
| ---------- | - | - | - | - | -- | -- | --- | --- |
| Catar      | 3 | 3 | 0 | 0 | 13 | 2  | +11 | 9   |
| Omán       | 3 | 1 | 1 | 1 | 5  | 3  | +2  | 4   |
| Líbano     | 3 | 1 | 1 | 1 | 4  | 5  | -1  | 4   |
| Kirguistán | 3 | 0 | 0 | 3 | 3  | 15 | -12 | 0   |

| 2 de octubre de 2015 | Catar                                                                                       | 7–1     | Kirguistán     | Grand Hamad Stadium, Doha                                   |                                                             |
|                      | Issa 12' 82' · Al-Rawai 36' · Moustafa 51' · Al-Ahrak 54' · Shehata 61' (pen.) · Mazeed 71' | Reporte | Shaarbekov 58' | Asistencia: 250 espectadores Árbitro(s): Çarymyrat Gurbanow | Asistencia: 250 espectadores Árbitro(s): Çarymyrat Gurbanow |

| 2 de octubre de 2015 | Omán | 0–0     | Líbano | Grand Hamad Stadium, Doha                                |                                                          |
|                      |      | Reporte |        | Asistencia: 150 espectadores Árbitro(s): Khurram Shahzad | Asistencia: 150 espectadores Árbitro(s): Khurram Shahzad |

| 4 de octubre de 2015 | Kirguistán     | 1–4     | Omán                                                                        | Grand Hamad Stadium, Doha                                 |                                                           |
|                      | Batyrkanov 19' | Reporte | A. Al-Awadi 13' (pen.) · T. Al-Awadi 54' · Al-Aghbari 63' · Al-Ghassani 75' | Asistencia: 50 espectadores Árbitro(s): Turki Al-Khudhayr | Asistencia: 50 espectadores Árbitro(s): Turki Al-Khudhayr |

| 4 de octubre de 2015 | Líbano | 0–4     | Catar                                                     | Grand Hamad Stadium, Doha                                 |                                                           |
|                      |        | Reporte | Mazeed 33' · Al-Ahrak 67' (pen.) · Issa 75' · Shehata 90' | Asistencia: 300 espectadores Árbitro(s): Ammar Al-Jeneibi | Asistencia: 300 espectadores Árbitro(s): Ammar Al-Jeneibi |

| 6 de octubre de 2015 | Catar                            | 2–1     | Omán                   | Grand Hamad Stadium, Doha                                   |                                                             |
|                      | Salman 45+3' (pen.) · Mazeed 48' | Reporte | A. Al-Awadi 30' (pen.) | Asistencia: 900 espectadores Árbitro(s): Çarymyrat Gurbanow | Asistencia: 900 espectadores Árbitro(s): Çarymyrat Gurbanow |

| 6 de octubre de 2015 | Líbano                                                    | 4–1     | Kirguistán  | Grand Hamad Stadium, Doha                                |                                                          |
|                      | Bahor 6' · Monzer 45+2' · Boutros 62' (pen.) · Lahoud 66' | Reporte | Yrysbek 63' | Asistencia: 50 espectadores Árbitro(s): Ammar Al-Jeneibi | Asistencia: 50 espectadores Árbitro(s): Ammar Al-Jeneibi |

### Grupo E
Los partidos se jugaron en Irán.
| País     | J | G | E | P | GF | GC | GD  | Pts |
| -------- | - | - | - | - | -- | -- | --- | --- |
| Irán     | 3 | 3 | 0 | 0 | 15 | 0  | +15 | 9   |
| Kuwait   | 3 | 1 | 1 | 1 | 3  | 4  | -1  | 4   |
| Jordania | 3 | 1 | 0 | 2 | 4  | 5  | -1  | 3   |
| Nepal    | 3 | 0 | 1 | 2 | 1  | 14 | -13 | 1   |

| 2 de octubre de 2015 | Kuwait                       | 2–1     | Jordania  | Samen Al-Aeme Stadium, Mashhad                          |                                                         |
|                      | Saeed 20' · Karam 30' (pen.) | Reporte | Harbi 39' | Asistencia: 200 espectadores Árbitro(s): Fahad Al-Marri | Asistencia: 200 espectadores Árbitro(s): Fahad Al-Marri |

| 2 de octubre de 2015 | Irán                                                                                                 | 10–0    | Nepal | Samen Al-Aeme Stadium, Mashhad                              |                                                             |
|                      | Karamolachaab 1' 13' 84' 90+1' · Mokhtari 2' 44' · Shojaei 32' · Shekari 57' (pen.) 87' · Khoram 79' | Reporte |       | Asistencia: 653 espectadores Árbitro(s): Dmitriy Mashentsev | Asistencia: 653 espectadores Árbitro(s): Dmitriy Mashentsev |

| 4 de octubre de 2015 | Nepal     | 1–1     | Kuwait       | Samen Al-Aeme Stadium, Mashhad                            |                                                           |
|                      | Magar 61' | Reporte | Al Enezi 71' | Asistencia: 55 espectadores Árbitro(s): Yaqoob Abdul Baki | Asistencia: 55 espectadores Árbitro(s): Yaqoob Abdul Baki |

| 4 de octubre de 2015 | Jordania | 0–3     | Irán                                        | Samen Al-Aeme Stadium, Mashhad                   |                                                  |
|                      |          | Reporte | Daghestani 45' · Shekari 52' · Mokhtari 63' | Asistencia: 573 espectadores Árbitro(s): Wang Di | Asistencia: 573 espectadores Árbitro(s): Wang Di |

| 6 de octubre de 2015 | Jordania                             | 3–0     | Nepal | Samen Al-Aeme Stadium, Mashhad                             |                                                            |
|                      | Ahmad 6' · Maher 14' · Ibrahim 90+2' | Reporte |       | Asistencia: 212 espectadores Árbitro(s): Yaqoob Abdul Baki | Asistencia: 212 espectadores Árbitro(s): Yaqoob Abdul Baki |

| 6 de octubre de 2015 | Irán                                | 2–0     | Kuwait | Samen Al-Aeme Stadium, Mashhad                     |                                                    |
|                      | Karamolachaab 45+4' · Noorafkan 62' | Reporte |        | Asistencia: 1,317 espectadores Árbitro(s): Wang Di | Asistencia: 1,317 espectadores Árbitro(s): Wang Di |

### Grupo F
Los partidos se jugaron en Tayikistán.
| País       | J | G | E | P | GF | GC | GD  | Pts |
| ---------- | - | - | - | - | -- | -- | --- | --- |
| Irak       | 3 | 3 | 0 | 0 | 11 | 1  | +10 | 9   |
| Tayikistán | 3 | 2 | 0 | 1 | 11 | 4  | +7  | 6   |
| Baréin     | 3 | 1 | 0 | 2 | 7  | 7  | 0   | 3   |
| Maldivas   | 3 | 0 | 0 | 3 | 0  | 17 | -17 | 0   |

| 2 de octubre de 2015 | Baréin                                  | 4–0     | Maldivas | Pamir Stadium, Dushanbe                                      |                                                              |
|                      | Jasim 25' 81' · Al-Naar 26' · Sayed 88' | Reporte |          | Asistencia: 300 espectadores Árbitro(s): Nivon Robesh Gamini | Asistencia: 300 espectadores Árbitro(s): Nivon Robesh Gamini |

| 2 de octubre de 2015 | Irak                | 2–0     | Tayikistán | Pamir Stadium, Dushanbe                               |                                                       |
|                      | Alaa 3' · Jasim 79' | Reporte |            | Asistencia: 2,500 espectadores Árbitro(s): Ali Shaban | Asistencia: 2,500 espectadores Árbitro(s): Ali Shaban |

| 4 de octubre de 2015 | Maldivas | 0–5     | Irak                                        | Pamir Stadium, Dushanbe                               |                                                       |
|                      |          | Reporte | Alaa 10' 39' · Ameer 14' · Mohammed 27' 52' | Asistencia: 500 espectadores Árbitro(s): Pratap Singh | Asistencia: 500 espectadores Árbitro(s): Pratap Singh |

| 4 de octubre de 2015 | Tayikistán                         | 3–2      | Baréin                  | Pamir Stadium, Dushanbe                                        |                                                                |
|                      | Safarov 40' 83' · Ravshanbekov 58' | [Reporte | Ebrahim 42' · Jasim 45' | Asistencia: 3,500 espectadores Árbitro(s): Nivon Robesh Gamini | Asistencia: 3,500 espectadores Árbitro(s): Nivon Robesh Gamini |

| 6 de octubre de 2015 | Irak                                         | 4–1     | Baréin      | Pamir Stadium, Dushanbe                               |                                                       |
|                      | Amjed 56' · Alaa 62' · Ameer 77' · Jasim 88' | Reporte | Jasim 90+2' | Asistencia: 1,000 espectadores Árbitro(s): Ali Shaban | Asistencia: 1,000 espectadores Árbitro(s): Ali Shaban |

| 6 de octubre de 2015 | Maldivas | 0–8     | Tayikistán                                                              | Pamir Stadium, Dushanbe                                 |                                                         |
|                      |          | Reporte | Ehsoni 25' 54' · Hamroqulov 35' 61' · Alisheri 50' 68' 80' · Kholov 87' | Asistencia: 4,000 espectadores Árbitro(s): Pratap Singh | Asistencia: 4,000 espectadores Árbitro(s): Pratap Singh |

### Grupo G
Los partidos se jugaron en Myanmar.
| País           | J | G | E | P | GF | GC | GD  | Pts |
| -------------- | - | - | - | - | -- | -- | --- | --- |
| Vietnam        | 4 | 4 | 0 | 0 | 11 | 2  | +9  | 12  |
| Birmania       | 4 | 2 | 1 | 1 | 6  | 2  | +4  | 7   |
| Timor Oriental | 4 | 1 | 2 | 1 | 5  | 2  | +3  | 5   |
| Hong Kong      | 4 | 1 | 1 | 2 | 7  | 5  | +2  | 4   |
| Brunéi         | 4 | 0 | 0 | 4 | 0  | 18 | -18 | 0   |

| 28 de septiembre de 2015 | Hong Kong      | 1–3     | Vietnam                                    | Thuwunna Stadium, Rangún                               |                                                        |
|                          | Matthew Ho 42' | Reporte | Hà Đức Chinh 7' 59' · Nguyễn Tiến Linh 48' | Asistencia: 326 espectadores Árbitro(s): Sukhbir Singh | Asistencia: 326 espectadores Árbitro(s): Sukhbir Singh |

| 28 de septiembre de 2015 | Timor Oriental                                              | 4–0     | Brunéi | Thuwunna Stadium, Rangún                         |                                                  |
|                          | Rufino Gama 15' · Nelson Viegas 19' 32' · Henrique Cruz 28' | Reporte |        | Asistencia: 220 espectadores Árbitro(s): Ma Ning | Asistencia: 220 espectadores Árbitro(s): Ma Ning |

| 30 de septiembre de 2015 | Timor Oriental | 0–0     | Hong Kong | Thuwunna Stadium, Rangún                               |                                                        |
|                          |                | Reporte |           | Asistencia: 0 espectadores Árbitro(s): Hiroyuki Kimura | Asistencia: 0 espectadores Árbitro(s): Hiroyuki Kimura |

| 30 de septiembre de 2015 | Brunéi | 0–4     | Birmania                                                                             | Thuwunna Stadium, Rangún                                         |                                                                  |
|                          |        | Reporte | Zin Phyo Aung 7' (pen.) · Ye Yint Aung 27' · Htoo Kyant Lwin 29' · Aung Zin Phyo 46' | Asistencia: 15 espectadores Árbitro(s): Ali Sabah Adday Al-Qaysi | Asistencia: 15 espectadores Árbitro(s): Ali Sabah Adday Al-Qaysi |

| 2 de octubre de 2015 | Vietnam                                                                       | 5–0     | Brunéi | Thuwunna Stadium, Rangún                               |                                                        |
|                      | Hồ Minh Dĩ 2' 45+5' · Lâm Thuận 25' · Trần Duy Khánh 34' · Phạm Trọng Hóa 36' | Reporte |        | Asistencia: 221 espectadores Árbitro(s): Kao Jung-fang | Asistencia: 221 espectadores Árbitro(s): Kao Jung-fang |

| 2 de octubre de 2015 | Myanmar | 0–0     | Timor Oriental | Thuwunna Stadium, Rangún                           |                                                    |
|                      |         | Reporte |                | Asistencia: 3,805 espectadores Árbitro(s): Ma Ning | Asistencia: 3,805 espectadores Árbitro(s): Ma Ning |

| 4 de octubre de 2015 | Vietnam                                    | 2–1     | Timor Oriental    | Thuwunna Stadium, Rangún                                 |                                                          |
|                      | Nguyễn Trọng Đại 4' · Nguyễn Quang Hải 17' | Reporte | Henrique Cruz 89' | Asistencia: 396 espectadores Árbitro(s): Hiroyuki Kimura | Asistencia: 396 espectadores Árbitro(s): Hiroyuki Kimura |

| 4 de octubre de 2015 | Hong Kong          | 1–2     | Birmania                               | Thuwunna Stadium, Rangún                                 |                                                          |
|                      | Ngan Cheuk Pan 73' | Reporte | Aung Zin Phyo 88' · Aung Moe Thu 90+6' | Asistencia: 4,510 espectadores Árbitro(s): Sukhbir Singh | Asistencia: 4,510 espectadores Árbitro(s): Sukhbir Singh |

| 6 de octubre de 2015 | Brunéi | 0–5     | Hong Kong                                                                             | Thuwunna Stadium, Rangún                                 |                                                          |
|                      |        | Reporte | Chan Pak Hei 39' · Ngan Cheuk Pan 41' 58' · Harima Hirokane 49' · Cheng Chin Lung 73' | Asistencia: 798 espectadores Árbitro(s): Hiroyuki Kimura | Asistencia: 798 espectadores Árbitro(s): Hiroyuki Kimura |

| 6 de octubre de 2015 | Myanmar | 0–1     | Vietnam          | Thuwunna Stadium, Rangún                                             |                                                                      |
|                      |         | Reporte | Hà Đức Chinh 19' | Asistencia: 18,070 espectadores Árbitro(s): Ali Sabah Adday Al-Qaysi | Asistencia: 18,070 espectadores Árbitro(s): Ali Sabah Adday Al-Qaysi |

### Grupo H
Los partidos se jugaron en Tailandia.
| País               | J | G | E | P | GF | GC | GD  | Pts |
| ------------------ | - | - | - | - | -- | -- | --- | --- |
| Corea del Sur      | 4 | 4 | 0 | 0 | 26 | 4  | +22 | 12  |
| Tailandia          | 4 | 3 | 0 | 1 | 14 | 2  | +12 | 9   |
| Singapur           | 4 | 1 | 1 | 2 | 14 | 11 | +3  | 4   |
| China Taipéi       | 4 | 1 | 1 | 2 | 13 | 12 | +1  | 4   |
| Marianas del Norte | 4 | 0 | 0 | 4 | 0  | 38 | -38 | 0   |

| 28 de septiembre de 2015 | Singapur                  | 2–6     | Corea del Sur                                                                      | Rajamangala Stadium, Bangkok                     |                                                  |
|                          | Hami 52' · Gareth Low 60' | Reporte | Kim Jeong-hwan 23' · Lee Dong-jun 54' 61' 90+1' · Kang Ji-hun 82' · Kim Si-woo 89' | Asistencia: 200 espectadores Árbitro(s): Fu Ming | Asistencia: 200 espectadores Árbitro(s): Fu Ming |

| 28 de septiembre de 2015 | Marianas del Norte | 0–10    | China Taipéi | Rajamangala Stadium, Bangkok                         |                                                      |
|                          |                    | Reporte | Kao Wei-jie 2' · Chen Hung-wei 12' 29' · Yu Chia-huang 17' 64' 79' · Chao Ming-hsiu 47' 61' · Cheng Chun-hsien 73' 90+1' | Asistencia: 100 espectadores Árbitro(s): Võ Minh Trí | Asistencia: 100 espectadores Árbitro(s): Võ Minh Trí |

| 30 de septiembre de 2015 | Marianas del Norte | 0–10    | Singapur | SCG Stadium, Nonthaburi                             |                                                     |
|                          |                    | Reporte | Hami 10' 36' · Justin Hui 39' · Joshua Pereira 56' (pen.) · Irfan Fandi 61' 90+2' · Ariyan Malik 82' · Karthik Raj 83' · Gareth Low 87' · Shah Zulkarnean 90' | Asistencia: 50 espectadores Árbitro(s): Jumpei Iida | Asistencia: 50 espectadores Árbitro(s): Jumpei Iida |

| 30 de septiembre de 2015 | China Taipéi | 0–3     | Tailandia                 | SCG Stadium, Nonthaburi                                      |                                                              |
|                          |              | Reporte | Anon 21' · Suksan 30' 36' | Asistencia: 2,159 espectadores Árbitro(s): Mohammad Abu Loum | Asistencia: 2,159 espectadores Árbitro(s): Mohammad Abu Loum |

| 2 de octubre de 2015 | Corea del Sur                                                                       | 7–1     | China Taipéi      | SCG Stadium, Nonthaburi                              |                                                      |
|                      | Kim Dae-won 12' 29' · Kim Seok-jin 21' 79' · Kang Ji-hun 39' 76' · Lee Dong-jun 73' | Reporte | Yu Chia-huang 74' | Asistencia: 200 espectadores Árbitro(s): Võ Minh Trí | Asistencia: 200 espectadores Árbitro(s): Võ Minh Trí |

| 2 de octubre de 2015 | Tailandia                                                                                | 7–0     | Marianas del Norte | SCG Stadium, Nonthaburi                            |                                                    |
|                      | Sorawit 2' 45' · Terrence 20' (a.g.) · Anon 38' 67' (pen.) · Wisarut 63' · Ritthidet 72' | Reporte |                    | Asistencia: 1,000 espectadores Árbitro(s): Fu Ming | Asistencia: 1,000 espectadores Árbitro(s): Fu Ming |

| 4 de octubre de 2015 | Corea del Sur | 11–0    | Marianas del Norte | SCG Stadium, Nonthaburi                                   |                                                           |
|                      | Choe Ik-jin 3' 33' 90+2' · Kim Moo-gun 10' · Kwon Gi-pyo 39' · Jeong Tae-wook 46' 54' 83' · Kim Si-woo 49' 79' (pen.) · Kim Geo-nung 68' | Reporte |                    | Asistencia: 50 espectadores Árbitro(s): Mohammad Abu Loum | Asistencia: 50 espectadores Árbitro(s): Mohammad Abu Loum |

| 4 de octubre de 2015 | Singapur | 0–3     | Tailandia                                 | SCG Stadium, Nonthaburi                                |                                                        |
|                      |          | Reporte | Ritthidet 34' · Suksan 42' · Worachit 51' | Asistencia: 3,284 espectadores Árbitro(s): Jumpei Iida | Asistencia: 3,284 espectadores Árbitro(s): Jumpei Iida |

| 6 de octubre de 2015 | China Taipéi                       | 2–2     | Singapur                | SCG Stadium, Nonthaburi                              |                                                      |
|                      | Yu Chia-huang 33' · Wang Li-an 83' | Reporte | Pashia 40' 90+1' (pen.) | Asistencia: 100 espectadores Árbitro(s): Võ Minh Trí | Asistencia: 100 espectadores Árbitro(s): Võ Minh Trí |

| 6 de octubre de 2015 | Tailandia        | 1–2     | Corea del Sur                     | SCG Stadium, Nonthaburi                            |                                                    |
|                      | Sirimongkhon 69' | Reporte | Kang Ji-hun 12' · Kim Moo-gun 90' | Asistencia: 9,120 espectadores Árbitro(s): Fu Ming | Asistencia: 9,120 espectadores Árbitro(s): Fu Ming |

### Grupo I
Los partidos se jugaron en China
| País            | J | G | E | P | GF | GC | GD  | Pts |
| --------------- | - | - | - | - | -- | -- | --- | --- |
| China           | 3 | 3 | 0 | 0 | 16 | 0  | +16 | 9   |
| Corea del Norte | 3 | 2 | 0 | 1 | 7  | 3  | +4  | 6   |
| Malasia         | 3 | 1 | 0 | 2 | 4  | 8  | -4  | 3   |
| Macao           | 3 | 0 | 0 | 3 | 1  | 17 | -16 | 0   |

| 2 de octubre de 2015 | Corea del Norte                                                           | 6–0     | Macao | Huai’an Sports Centre Stadium, Huai'an |                              |
|                      | Han Il-hyok 8' 16' 21' (pen.) 25' · Jon Chung-il 33' · Pak Kwang-chon 88' | Reporte |       | Árbitro(s): Sivakorn Pu-Udom           | Árbitro(s): Sivakorn Pu-Udom |

| 2 de octubre de 2015 | China                                                                                    | 6–0     | Malasia | Huai’an Sports Centre Stadium, Huai'an                |                                                       |
|                      | Zhang Yuning 32' (pen.) 34' · Gao Haisheng 48' 53' · Yao Daogang 58' · Shan Huanhuan 87' | Reporte |         | Asistencia: 5,188 espectadores Árbitro(s): Ryuji Sato | Asistencia: 5,188 espectadores Árbitro(s): Ryuji Sato |

| 4 de octubre de 2015 | Malasia | 0–1     | Corea del Norte | Huai’an Sports Centre Stadium, Huai'an                      |                                                             |
|                      |         | Reporte | Han Il-hyok 54' | Asistencia: 1,200 espectadores Árbitro(s): Sivakorn Pu-Udom | Asistencia: 1,200 espectadores Árbitro(s): Sivakorn Pu-Udom |

| 4 de octubre de 2015 | Macao | 0–7     | China                                                                                          | Huai’an Sports Centre Stadium, Huai'an                    |                                                           |
|                      |       | Reporte | Gao Huaze 12' 18' · Yang Liyu 25' · Yan Dinghao 51' · Zhang Yuning 72' 74' · Shan Huanhuan 85' | Asistencia: 3,500 espectadores Árbitro(s): Yudai Yamamoto | Asistencia: 3,500 espectadores Árbitro(s): Yudai Yamamoto |

| 6 de octubre de 2015 | Malasia                       | 4–1     | Macao              | Huai’an Sports Centre Stadium, Huai'an                    |                                                           |
|                      | Jafri 3' 69' 82' · Danial 63' | Reporte | Jorge Vitorino 49' | Asistencia: 1,800 espectadores Árbitro(s): Yudai Yamamoto | Asistencia: 1,800 espectadores Árbitro(s): Yudai Yamamoto |

| 6 de octubre de 2015 | Corea del Norte | 0–3     | China                                    | Huai’an Sports Centre Stadium, Huai'an                 |                                                        |
|                      |                 | Reporte | Zhang Yuning 37' · Lin Liangming 39' 61' | Asistencia: 12,000 espectadores Árbitro(s): Ryuji Sato | Asistencia: 12,000 espectadores Árbitro(s): Ryuji Sato |

### Grupo J
Los partidos se jugaron en Laos.
| País      | J | G | E | P | GF | GC | GD  | Pts |
| --------- | - | - | - | - | -- | -- | --- | --- |
| Japón     | 3 | 3 | 0 | 0 | 11 | 0  | +11 | 9   |
| Australia | 3 | 2 | 0 | 1 | 8  | 3  | +5  | 6   |
| Laos      | 3 | 1 | 0 | 2 | 2  | 5  | -3  | 3   |
| Filipinas | 3 | 0 | 0 | 3 | 1  | 14 | -13 | 0   |

| 2 de octubre de 2015 | Australia                                                                        | 6–0     | Filipinas | Laos National Stadium, Vientián                      |                                                      |
|                      | D'Agostino 8' · Kuzmanovski 14' 39' · Mells 28' · Fofanah 78' · Pandurevic 90+1' | Reporte |           | Asistencia: 200 espectadores Árbitro(s): Kim Hee-gon | Asistencia: 200 espectadores Árbitro(s): Kim Hee-gon |

| 2 de octubre de 2015 | Japón                  | 2–0     | Laos | Laos National Stadium, Vientián                    |                                                    |
|                      | Ogawa 39' · Takagi 62' | Reporte |      | Asistencia: 1,856 espectadores Árbitro(s): Tan Hai | Asistencia: 1,856 espectadores Árbitro(s): Tan Hai |

| 4 de octubre de 2015 | Filipinas | 0–6     | Japón                                                            | Laos National Stadium, Vientián                 |                                                 |
|                      |           | Reporte | Noda 6' · Yoshihira 26' 88' · Iwasaki 69' (pen.) 71' · Ogawa 81' | Asistencia: 98 espectadores Árbitro(s): Tan Hai | Asistencia: 98 espectadores Árbitro(s): Tan Hai |

| 4 de octubre de 2015 | Laos | 0–2     | Australia                    | Laos National Stadium, Vientián                        |                                                        |
|                      |      | Reporte | Kuzmanovski 43' · Shabow 46' | Asistencia: 1,500 espectadores Árbitro(s): Kim Hee-gon | Asistencia: 1,500 espectadores Árbitro(s): Kim Hee-gon |

| 6 de octubre de 2015 | Japón                                                | 3–0     | Australia | Laos National Stadium, Vientián                           |                                                           |
|                      | Takagi 45+1' · Sakai 45+2' (pen.) · Ogawa 71' (pen.) | Reporte |           | Asistencia: 100 espectadores Árbitro(s): Fahad Al-Mirdasi | Asistencia: 100 espectadores Árbitro(s): Fahad Al-Mirdasi |

| 6 de octubre de 2015 | Filipinas  | 1–2     | Laos                        | Laos National Stadium, Vientián                        |                                                        |
|                      | Gayoso 19' | Reporte | Phanthavong 5' · Maitee 42' | Asistencia: 1,000 espectadores Árbitro(s): Kim Hee-gon | Asistencia: 1,000 espectadores Árbitro(s): Kim Hee-gon |

### Ranking de los segundos puestos
Los 5 mejores segundos lugares de los 10 grupos pasarán a la siguiente ronda junto a quienes ocuparon el primer lugar de cada grupo. (Con el fin de garantizar la igualdad cuando se compara el equipo subcampeón de todos los grupos, los resultados de los partidos contra el quinto equipo clasificado en los grupos que tienen cinco equipos son ignorados debido a que los otros grupos tienen sólo cuatro equipos). 
| Grp | Equipo          | PJ | PG | PE | PP | GF | GC | DG | Pts |
| --- | --------------- | -- | -- | -- | -- | -- | -- | -- | --- |
| F   | Tayikistán      | 3  | 2  | 0  | 1  | 11 | 4  | 7  | 6   |
| J   | Australia       | 3  | 2  | 0  | 1  | 8  | 3  | 5  | 6   |
| H   | Tailandia       | 3  | 2  | 0  | 1  | 7  | 2  | 5  | 6   |
| I   | Corea del Norte | 3  | 2  | 0  | 1  | 7  | 3  | 4  | 6   |
| B   | Yemen           | 3  | 2  | 0  | 1  | 2  | 2  | 0  | 6   |
| C   | Palestina       | 3  | 2  | 0  | 1  | 3  | 5  | -2 | 6   |
| D   | Omán            | 3  | 1  | 1  | 1  | 5  | 3  | 2  | 4   |
| G   | Birmania        | 3  | 1  | 1  | 1  | 2  | 2  | 0  | 4   |
| E   | Kuwait          | 3  | 1  | 1  | 1  | 3  | 4  | -1 | 4   |
| A   | Bangladés       | 3  | 1  | 1  | 1  | 3  | 5  | -2 | 4   |

## Clasificados al Campeonato sub-19 de la AFC
| - Baréin - Arabia Saudita - Uzbekistán - UAE | - Catar - Irak - Irán - Perú | - Corea del Sur - China - Japón - Australia | - Tayikistán - Tailandia - Corea del Norte - Yemen |